# Casa Pauly
La Casa Pauly es una construcción chilena de estilo neoclásico localizada en la ciudad de Puerto Montt, Región de Los Lagos. Su data de edificación se remonta al año 1903 por orden del empresario y filántropo Guillermo Pauly Gleisner para destinarla a uso residencial y cultural.
Pertenece al conjunto de monumentos nacionales de Chile desde el año 2009 en virtud del Decreto 166 del 14 de mayo del mismo año. Se encuentra en la categoría «Monumentos Históricos».

## Historia

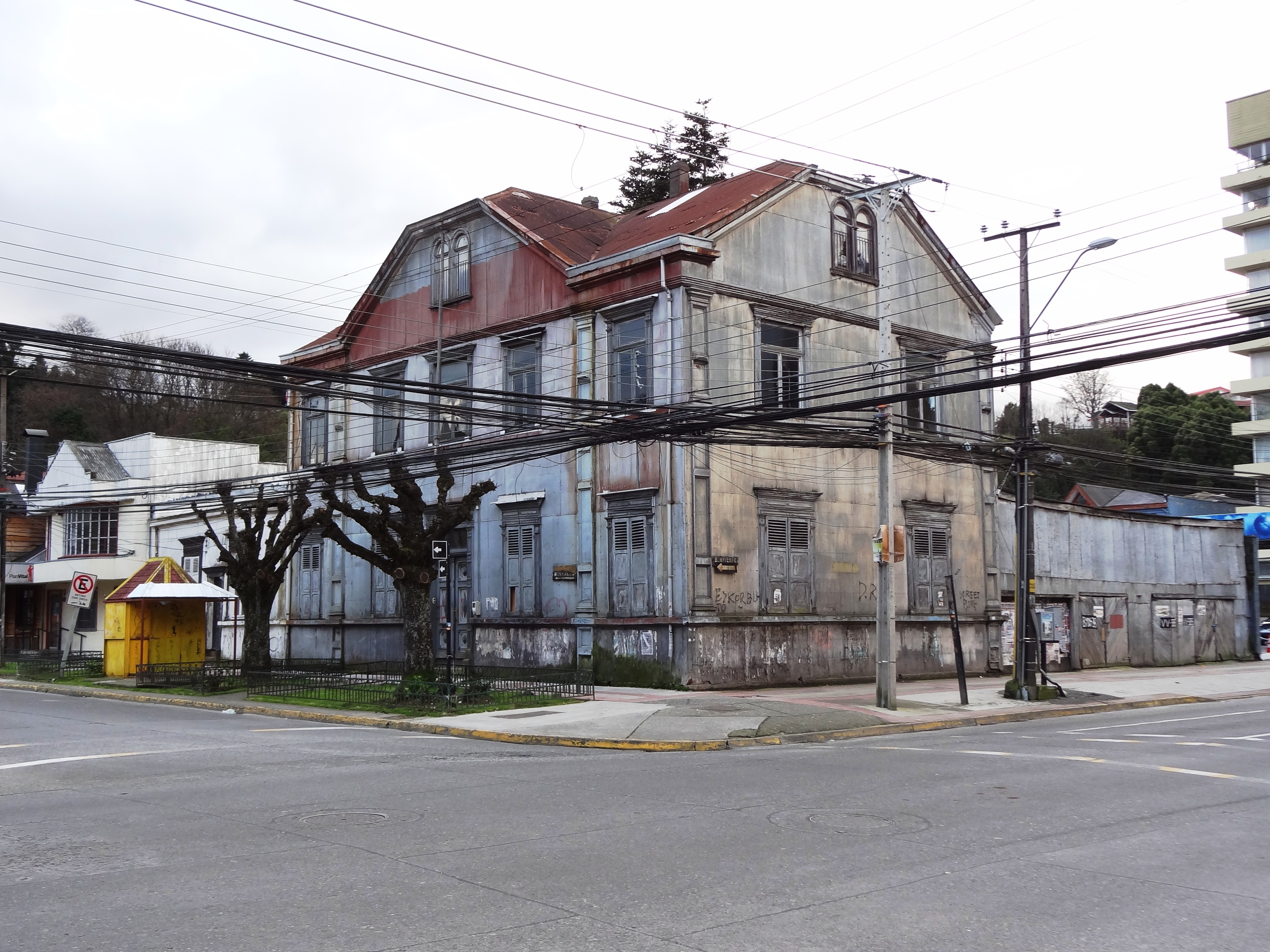
Casa Pauly en 2012.

La superficie protegida es de 629,51 m², y considera una edificación para uso residencial, cultural y artístico de carácter neoclásico que mezcla las arquitecturas alemana y chilota.
Su tipología es de fachada continua que fue construida principalmente de madera con una cubierta exterior de planchas de fierro ondulado; en particular, «sus tres pisos superan los tres metros de altura con papeles murales originales e importados de Europa. Su exterior se encuentra recubierto por hojalatería en cortes verticales llegados desde Valparaíso y provenientes desde el viejo continente».
La vivienda se transformó en un referente cultural de Puerto Montt durante la primera mitad del siglo XX, y uno de los enclaves más importantes de la vida social y artística de la ciudad. Su interior estaba decorado con un estilo art noveau, y contaba con diversas obras de arte cuya autoría se remitía a exponentes de la plástica chilena e internacional de la época. Además, en sus espacios se realizaban conciertos —como la del pianista Claudio Arrau en 1928— y actividades culturales vinculadas a la música.

### Controversia
El año 2009 la Municipalidad de Puerto Montt inició las tratativas para comprar la vivienda y llegó a un acuerdo con recursos provenientes del Fondo Nacional de Desarrollo Regional. Sin embargo, por un error durante el proceso de compra, el municipio solo adquirió el patio y no la vivienda propiamente tal. Para solucionar el problema, se realizó una investigación de los títulos de dominio históricos con el objetivo de regularizar la situación, que finalizó durante el segundo semestre de 2013 con el traspaso de este inmueble patrimonial a la institución edilicia.

## Restauración
En 2012 la Municipalidad anunció la restauración de la casa para convertirla en un centro cultural.
Luego de escasos avances, en 2015 se presentó un nuevo proyecto de restauración, con una inversión de 1800 millones de pesos. La propuesta incluyó una cafetería y tienda para el espacio, además de salas de exhibición, museo y un escenario.
Recién en 2018 fue confirmado la realización del proyecto, esta vez con el financiamiento del Gobierno Regional y diseño por parte del Ministerio de Obras Públicas. En febrero de 2020 se anunció la pronta licitación e inicio de las obras de restauración.
En febrero de 2025 se reabrió la casa luego de ser restaurada.